# Broughtonia
Broughtonia – rodzaj roślin z rodziny storczykowatych (Orchidaceae). Obejmuje 6 gatunków i 2 hybrydy występujące na Karaibach w takich krajach i regionach jak: Bahamy, Kuba, Dominikana, Haiti, Jamajka, Portoryko.

## Systematyka
Rodzaj sklasyfikowany do podplemienia Laeliinae w plemieniu Epidendreae, podrodzina epidendronowe (Epidendroideae), rodzina storczykowate (Orchidaceae), rząd szparagowce (Asparagales) w obrębie roślin jednoliściennych.
Wykaz gatunków
- Broughtonia cubensis (Lindl.) Cogn.
- Broughtonia domingensis (Lindl.) Rolfe
- Broughtonia lindenii (Lindl.) Dressler
- Broughtonia negrilensis Fowlie
- Broughtonia ortgiesiana (Rchb.f.) Dressler
- Broughtonia sanguinea (Sw.) R.Br.

Wykaz hybryd
- Broughtonia × guanahacabibensis Múj.Benítez, E.González & J.M.Díaz Múj.Benítez, E.González & J.M.Díaz
- Broughtonia × jamaicensis Sauleda & R.M.Adams Sauleda & R.M.Adams